# 袋鼠

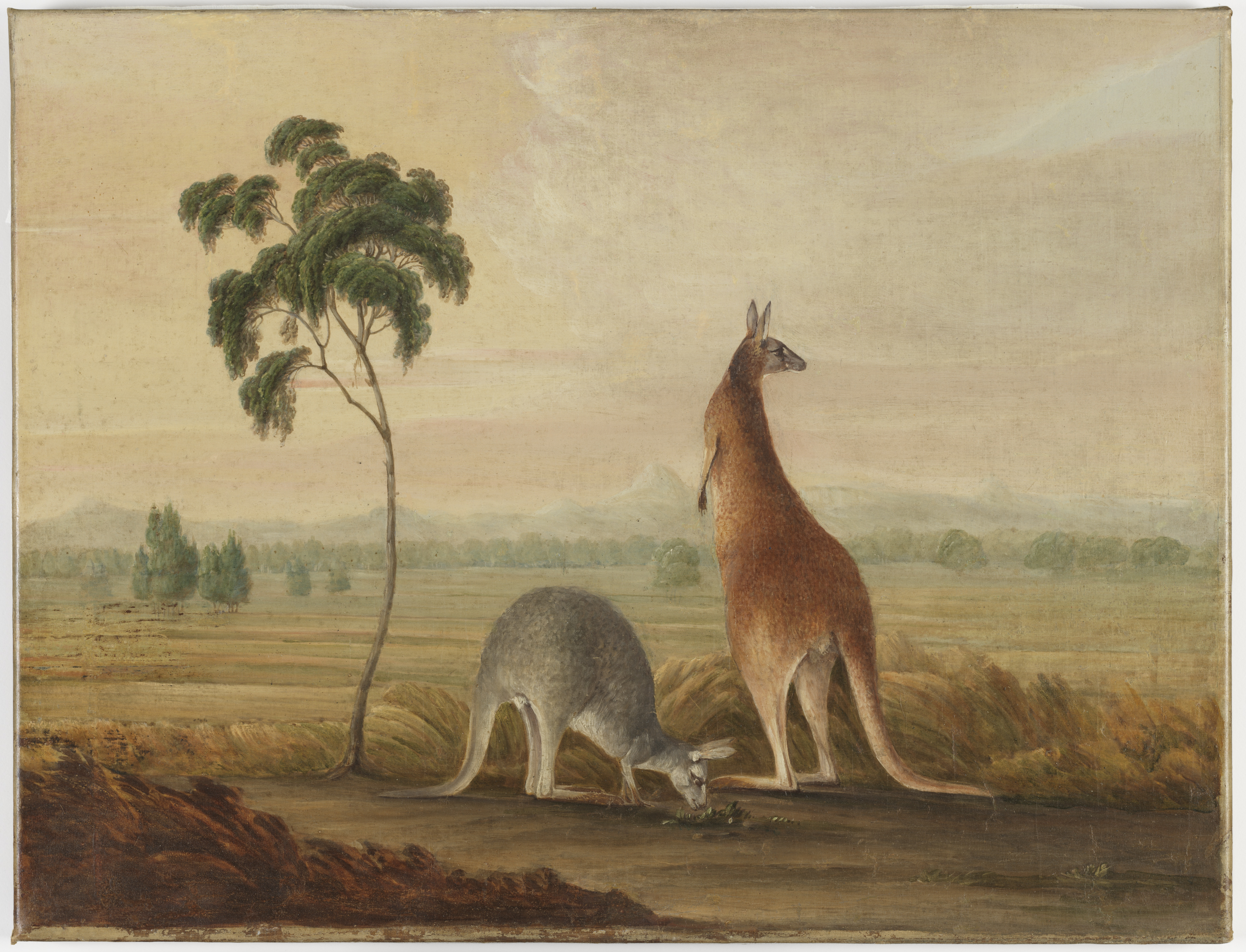
Red kangaroos, Liverpool Plains, Sydney, ca. 1819

袋鼠（英語：kangaroo，/ˌkæŋɡəˈruː/）是一類有袋類動物，屬於袋鼠科（Macropodidae，意思是大腳）。「袋鼠」一詞通常指袋鼠科中體型最大的四個物種，分別為紅大袋鼠、東部灰大袋鼠、西部灰袋鼠及羚大袋鼠。袋鼠為澳大利亞和新幾內亞的本土動物。根據澳大利亞政府統計顯示，2019年澳洲新南威爾士、昆士蘭、南澳大利亞和西澳大利亞四個主要經濟區域共生活著4280萬隻袋鼠，低於2013年的5320萬隻。
「袋鼠」與「大袋鼠」和「小袋鼠」一樣，係指一群物種的並系群。這三個術語均指同一分類科袋鼠科的成員，並根據大小區分。該科體型最大的稱為「袋鼠」，而體型最小的通常稱為「小袋鼠」，「大袋鼠」指的則是中等體型的物種。還有樹袋鼠，牠們是另一種型態的袋鼠科，棲息在新幾內亞、昆士蘭東北部和該地區一些島嶼的熱帶雨林裡。這種袋鼠生活在樹冠中較高部分的枝條。這些非正式用語對於體型的大致思路是：
- 小袋鼠：不含尾巴的身長約45-105公分，尾長約33-75公分。小林袋鼠（所有已知的大型足類動物中最小的）長 46 公分，僅重 1.6 公斤；
- 樹袋鼠：從拉姆霍兹樹袋鼠（Lumholtz's tree kangaroos）雄性體重7.2公斤，雌性體重5.9公斤，不含尾巴的身長均約48-65公分，尾長約60-74公分。到灰樹袋鼠體重約8-15公斤，身長達70-95公分。
- 大袋鼠：黑大袋鼠（兩個品種較小的一個）尾長60-70公分，站立為80公分，雄性體重為19-22公斤，雌性為13公斤。
- 袋鼠：大型雄性袋鼠站立可達2公尺，體重90公斤。

為了吃草，袋鼠有哺乳動物中罕見的特殊牙齒。牠的門牙能割斷草，臼齒則負責切碎及磨碎。因為下顎的兩側沒有連接，下門牙距離較遠，袋鼠的咬合範圍更寬。 袋鼠的臼齒會被草含的二氧化矽磨碎，但在最後脫落之前，臼齒會在口腔中向前移動，並被口腔後方生長的新牙齒取代。這個過程稱為多齒症或多出齒（polyphyodonty），除了袋鼠，只在大象和海牛身上發現。

## 語源
袋鼠的英文名「Kangaroo」的由來，傳說源自澳洲原住民辜古依密舍人（Guugu Yimidhirr）語言:「gangurru」，意思是「不知道」，源自一場誤會。1770年6月11日，英國探險家詹姆士·庫克船長的第一次航海途中，在澳大利亞東北大堡礁觸礁，之後在奮進河（即現庫克鎮港口）岸邊修理船艦。這期間，植物學家約瑟夫·班克斯發現一種奇怪的動物（東部灰大袋鼠），他向原住民展示並詢問，原住民聽不懂英文，回答道「不知道。」（gangurru），班克斯就誤會「gangurru」是「袋鼠」的名稱了。
1819-1820年，探險家菲利普·帕克·金（Phillip Parker King）在努力河地區研究，他認為當地表達袋鼠的詞彙是＂menuah＂而不是＂kangaroo＂，＂menuah＂也可能指另一種袋鼠科品種。1898年，人類學家沃爾特·羅斯（Walter Roth）試圖糾正這個傳說，但收效甚微。1972年，語言學家John B. Haviland在對辜古依密舍族地研究中認為，當地語言「ganguruu」指一種罕見的深色大型袋鼠。

## 內部分類
現存四種稱為袋鼠的物種：

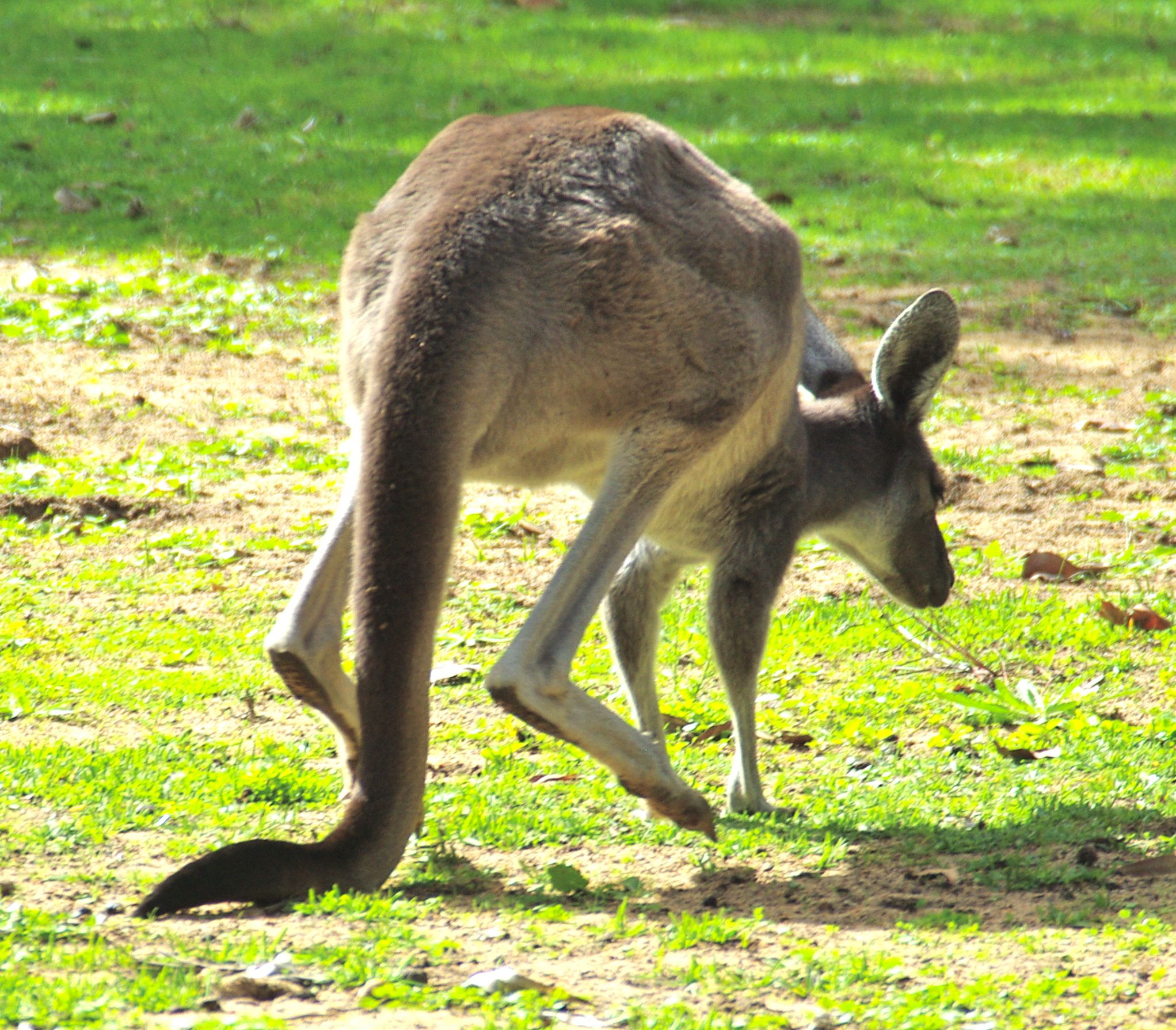
西部灰大袋鼠 M.fuliginosus

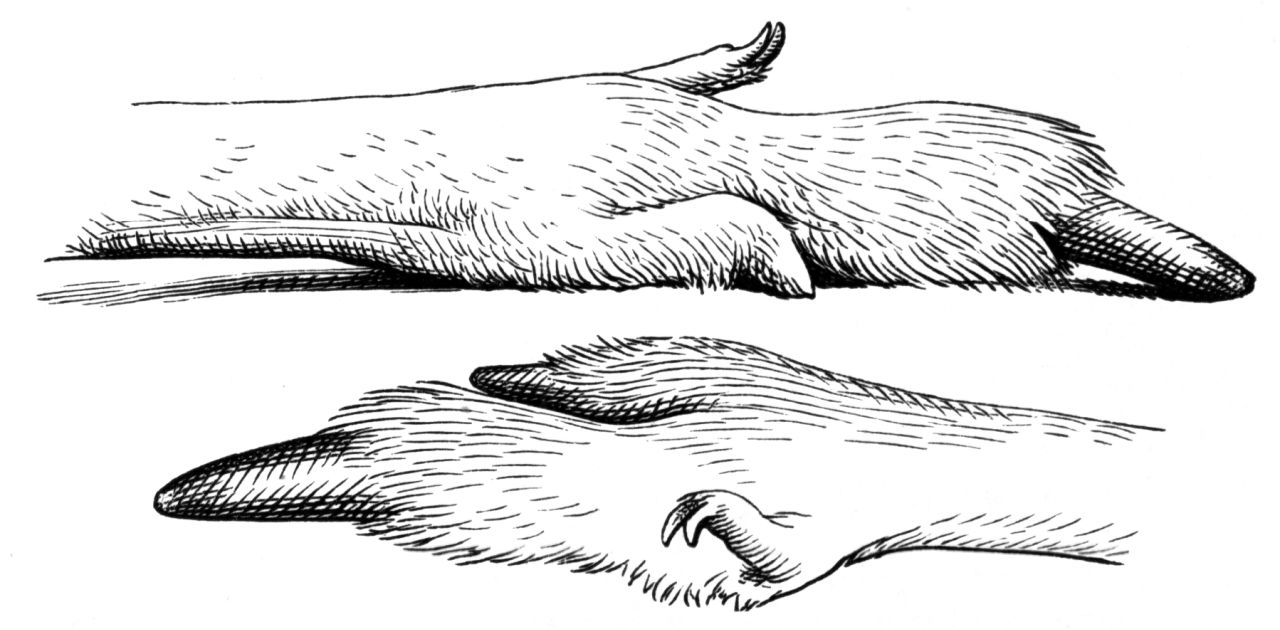
袋鼠的後腳

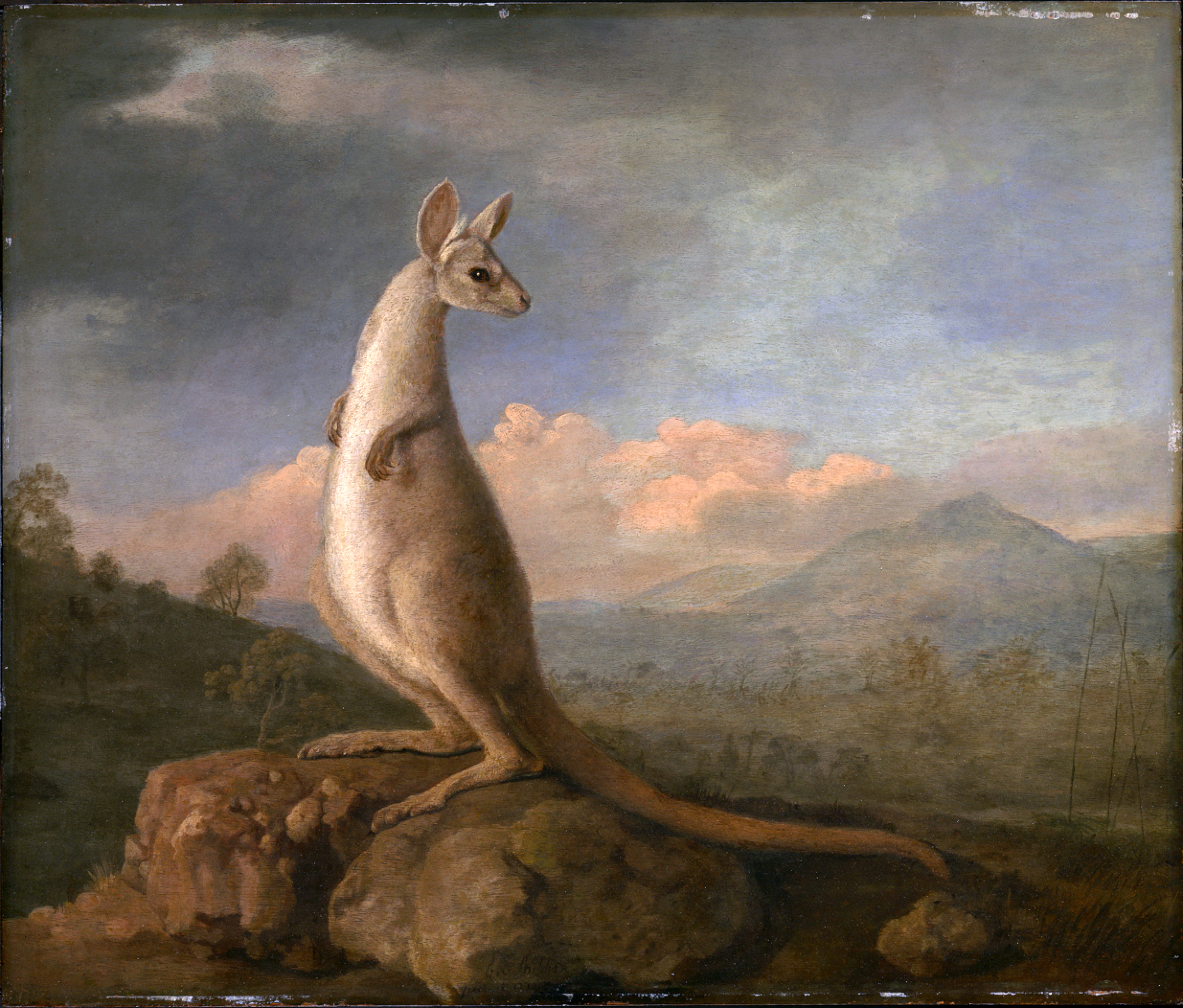
The Kongouro from New Holland，喬治·史德布思，1772年繪，西方第一張關於袋鼠的畫

- 紅大袋鼠（Osphranter rufus）[11]為全球現存最大型的有袋動物，也是澳洲本土最大的哺乳動物。牠們通常棲息於乾旱與半乾旱的地區，除了西澳大利亞南部、東部和東南部海岸以及北部海岸的雨林等較肥沃的地區外，幾乎遍佈整個澳洲大陸。最高密度出現在新南威爾士州西部的牧場。人們常誤以為紅大袋鼠是數量最多的袋鼠物種，但東部灰大袋鼠其實更多。[12]大型雄性紅大袋鼠站立可達２公尺，重90公斤。[13]
- 東部灰大袋鼠（Macropus giganteus）[11]在澳洲以外的國家不如紅大袋鼠知名，卻是最常見的，因為其遍布最肥沃的東部地區。棲息地從昆士蘭州北部的約克角半島頂部一直延伸到維多利亞州，澳洲東南部地區和塔斯馬尼亞州。在稀疏的林地，牠們的棲息密度約為每平方公里100隻左右。而在已開發的地區，例如農田，供其生存的資源更少，因此族群規模也更小。[12]
- 西部灰袋鼠（Macropus fuliginosus）[11]相比東部灰大袋鼠體型稍小，大型雄性體重約54公斤。分布於西澳大利亞的南部、南澳大利亞海岸線附近以及墨累—大令盆地。族群密度最高的地區為新南威爾士州的瑞福利納地區西部和納拉伯平原的西部。在農業地區等人類居住的區域分布較少。因牠們對植物毒素氟乙酸鈉具有高度耐受性，科學家認為該物種可能起源自澳洲西南部。[12]
- 羚大袋鼠（Osphranter antilopinus）[11]，可算是東部和西部灰袋鼠在極北地區的對應物種。人們有時將牠們視為一種大袋鼠，但牠們在行為和棲息習性上更類似袋鼠（紅大袋鼠、東部灰大袋鼠和西部灰袋鼠）。名稱源自其顏色和質地似羚羊的皮毛。為了適應炎熱潮濕的地區，釋放更多的熱量，雄性羚大袋鼠可通過調整鼻孔，擴大鼻腔通道。[12]

除了以上，還有約50種體型較小的袋鼠科品種與袋鼠血緣相近，牠們與袋貂科都起源於中新世中期的共同祖先。這個祖先很可能是樹棲動物，並在當時覆蓋澳洲大部分土地的森林樹冠上定居，食葉子和植物莖，當時的氣候更加濕潤。從中新世晚期至更新世，氣候變得更乾燥，森林面積減少，同時草原面積擴大。在這個時期，袋鼠科動物演化出更大的身型並適應低營養的草食，同時發展出前胃發酵的能力，以分解複雜的植物纖維，提取更多營養價值。族群龐大的早期袋鼠科動物，尖牙袋鼠科和Bulungamayinae在中新世晚期約500萬到1000萬年前滅絕。以上兩個族群之於袋鼠和鼠袋鼠科的關係存在爭議，部份人主張尖牙袋鼠是鼠袋鼠的祖先，而Bulungamayinae是袋鼠的祖先，而另一些人則持相反觀點。
中晚期bulungamayines（亞科）的Ganguroo和Wanburoo缺乏後足的第一趾，第2和第3趾則減小並部分依附在較大的第4趾下，類似現代袋鼠的足部結構，表示牠們是雙足行走的。此外，牠們的踝骨關節不利於橫向移動，但更有利跳躍。現代灰大袋鼠和大袋鼠等物種在上新世出現。紅大袋鼠可能是最晚分支出來的種類，其化石紀錄最早僅追溯到更新世時期，約1至2百萬年前。

### 與小袋鼠的比較
袋鼠和小袋鼠同屬一分類科（袋鼠科，Macropodidae），且通常同屬。「袋鼠」這個術語特別指代科中最大的四個物種，而「小袋鼠」是一個非正式的名稱，指稱那些比袋鼠或大袋鼠體型更小但未特別劃分的任何袋鼠科動物。

## 生態與習性

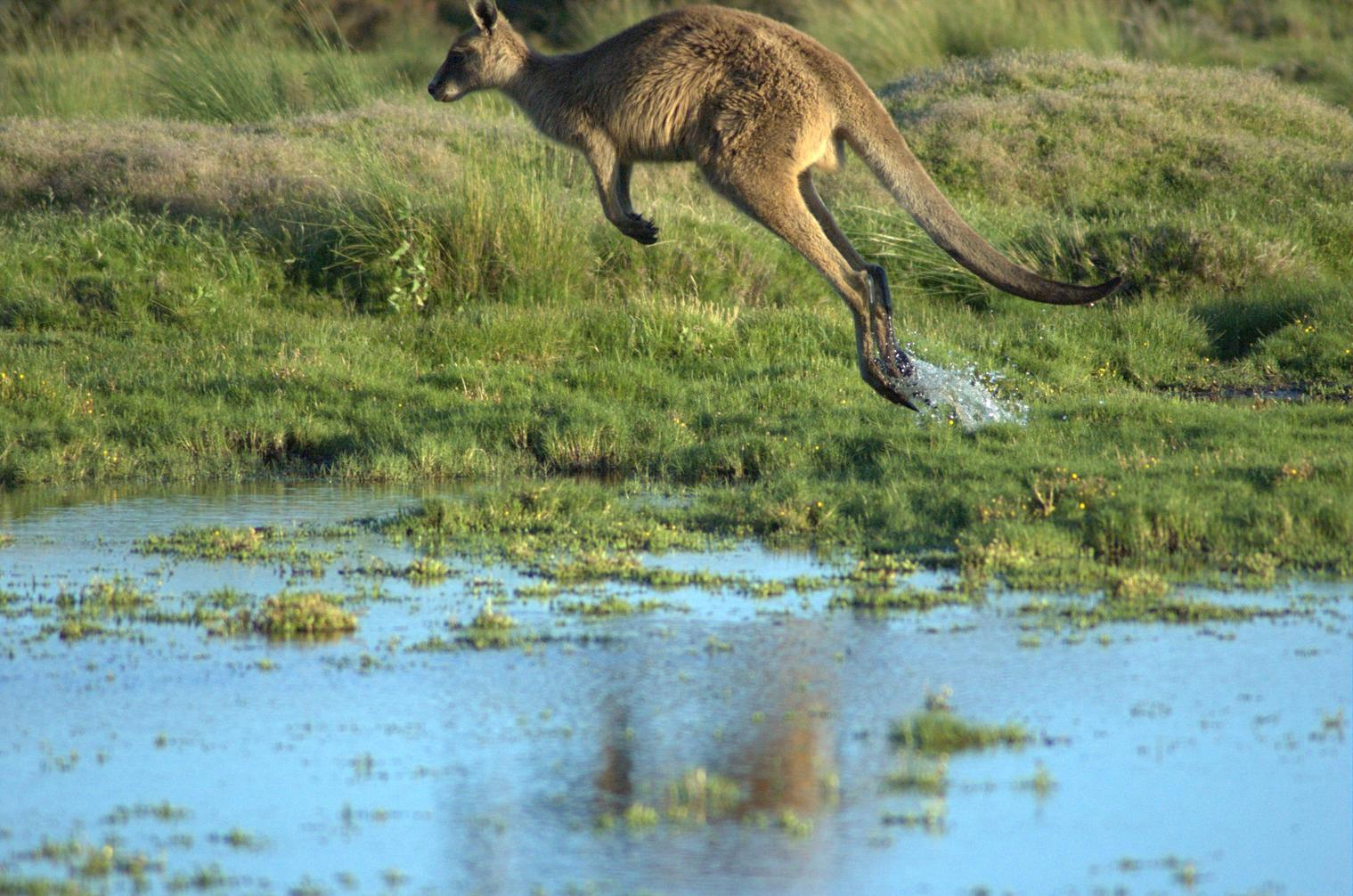
跳躍的東部灰大袋鼠

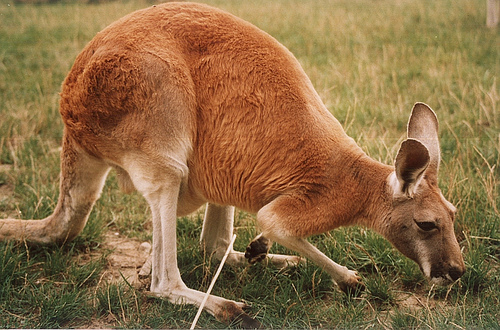
正在覓食的紅大袋鼠

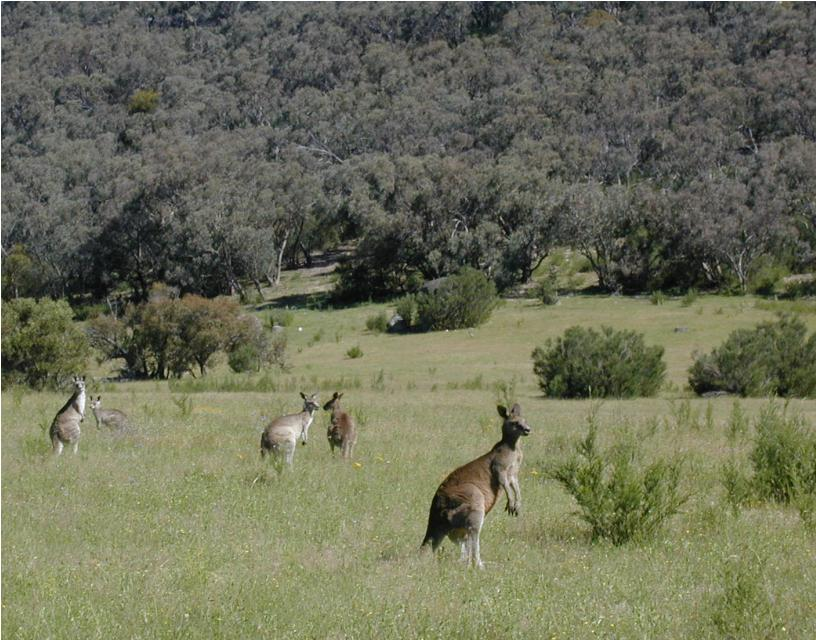
袋鼠在草原棲地

### 運動能力

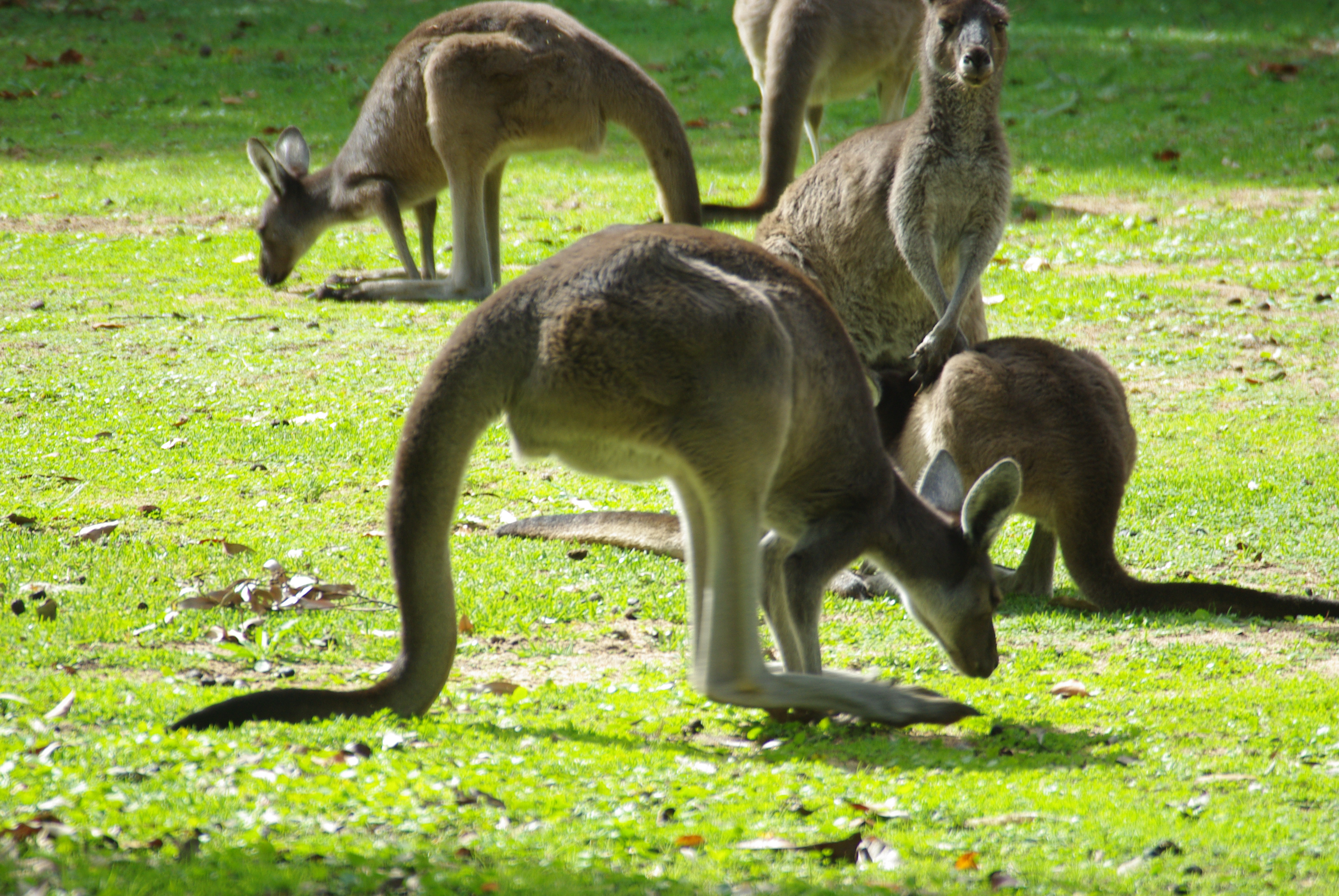
西部灰袋鼠

袋鼠是現今唯一以雙腿跳躍作為其主要移動方式的大型哺乳動物。紅大袋鼠的舒適跳躍速度約為20-25公里/小時，但在短距離內能達到最高70公里/小時，且可以維持40公里/小時的速度移動近2公里。跳躍時，強大的腓腓肌負責將身體從地面抬起，而大腳趾處的較小的蹠肌則提供向前推進的力量，約70%的能量儲存在彈性肌腱。慢速移動時，袋鼠使用五足運動，尾巴與前肢形成一個三角架結構撐住身體，並利用後足前進。無論慢速移動或高速跳躍，都必須消耗高能量。而在中等速度是最節能的，相比以同速度奔跑的同等體型動物，在每小時15公里以上速度移動的袋鼠更能夠保持能量的一致性。

### 飲食
袋鼠只有一個胃，與四個胃的牛羊等反芻動物不同。雖然牠們有時會倒流胃裡的植物並進行反芻，然後再次吞嚥並消化，但與一般的反芻動物相比，袋鼠的反芻更為費力，且不會頻繁發生。
所有種類的袋鼠都是植食性動物，但各自擁有不同的飲食。東部灰大袋鼠的主食是草，牠們吃各式種類的草，而其他物種，如紅大袋鼠的飲食則也包含大量的灌木。較小的袋鼠會食用地下的真菌。許多袋鼠種類是夜行性且黃昏性的，炎熱的白天在陰涼處休息，並在涼爽的傍晚、晚上和早晨移動和進食。

#### 不排放甲烷
牛和其他反芻動物，其緩慢的消化作用會發酵產生甲烷（CH4）。當牠們打嗝和放屁，甲烷便釋放出去。儘管袋鼠的植食飲食與這些動物十分相似，牠們卻幾乎不釋放。發酵的氫副產品在體內轉化為醋酸，提供身體能量。科學家對如何把促成這過程的細菌轉移到牛身上很感興趣，因為在溫室效應上，甲烷的效率約為二氧化碳23倍。

### 社交與繁育

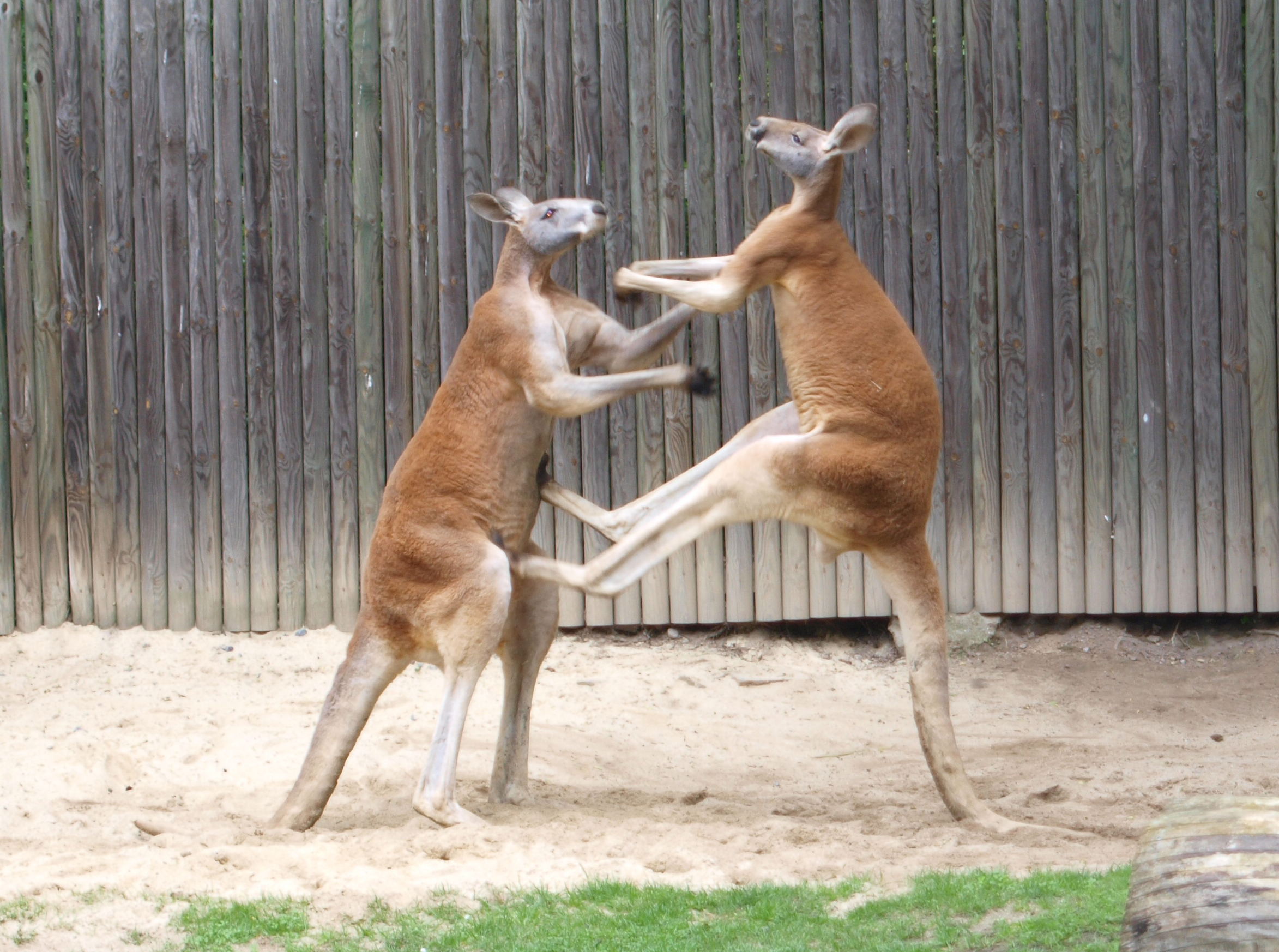
紅大袋鼠打鬥

袋鼠通常以一群10隻或更多生活，在群體中能有效的保護較弱小的成員。群體的大小與穩定性在不同的地理區域也不同，東澳大利亞的袋鼠群比西部乾旱地區的更大且更穩定。較大的袋鼠群會增加族群的凝聚力，社會結構更複雜，可比有蹄類動物。一種常見的行為是接觸鼻子並嗅探，主要發生在個體加入群體時。袋鼠能從氣味中得知很多訊息，這種行為強化了社會凝聚力。相互嗅探的過程中，體型較小的袋鼠會將身體靠近地面，頭部顫動，這可能表達屈服的一種形式。雄性和雌性之間的互動很常見，較大的雄性頻率會更頻繁。其他友善的互動發生於母親和她的幼兒之間，牠們會互相理毛來增進感情，母親也在哺乳時或結束後給幼兒梳理毛髮。若幼袋鼠想進入母親的育兒袋，牠會用鼻子輕輕摩擦它。
袋鼠的性行為主要由一對為單位組成。發情的雌性會四處的移動，並顯著的吸引雄性的注意。雄性則觀察、跟蹤她的行動並嗅聞她的尿液以確定她是否處在發情期，這個行為展現了裂唇嗅反應。然後，雄性會慢慢地接近她，以避免驚嚇她。如果雌性沒有逃跑，雄性會繼續舔、摸和抓撓，隨後交配。交配結束後，雄性再次尋找另一隻雌性，重複以上過程。因為兩隻袋鼠組合到交配可能需要幾天，交配過程也很長，組合過程中的雌性可能會吸引競爭雄性的注意。較大的雄性傾向與接近發情期的雌性配對，而較小的雄性通常會選擇遠離發情期的雌性。群體中佔據領導地位的袋鼠不需尋找雌性以確定其發情狀態，牠們可直接與體型最大的雄性配對的雌性交配，而不需戰鬥。
所有種類的袋鼠都可能發生打鬥，有時過程很短暫，而有時則是長時間且儀式化的。在為了競爭而打鬥的情況，例如雄性袋鼠爭奪發情期雌性，或是爭奪水源地而進行的打鬥，不會持續很久。無論兩性都會為了水源進行打鬥，但持久的、且儀式化的＂拳擊＂（boxing）通常只發生於雄性之間。體型較小的雄性之間更常為了爭奪發情期雌性而打鬥，而類似的打鬥則較少發生於較大的雄性。雄性袋鼠一起吃草時，儀式化的打鬥會突然發生。大多數打鬥之前，兩隻雄性會互相用爪子或口部整理和梳理毛髮。其中一隻或兩隻採取高站姿，然後其中一隻透過用前爪抓住對方的頸部來發起挑戰。有時，挑戰會被拒絕，大型雄性常會拒絕體型較小雄性的挑戰。在這種打鬥時，對戰者採取高站姿，並用前爪抓對手的頭、肩膀和胸部。牠們還會互相鎖住前肢推擠，進行摔跤，並用尾巴保持平衡以踢擊對手的腹部。
除了沒有鎖住前肢，短暫與持久的打鬥過程差不了太多。劣勢方會更頻繁的踢擊，以阻擋優勢方的致勝一擊。若是其中一方主動中斷戰鬥並撤退，勝負結果就揭曉了。勝者可以將對手推到後方，或推倒在地。打鬥的發起者更常獲勝，這有助於牠們在雄性間晉升階級，曾有人發現勝者將敗者趕出棲息地，領導階級的雄性袋鼠還會拔草來恫嚇其他雄性。

### 天敵
袋鼠有一些天敵。古生物學家認為袋狼曾為袋鼠的主要天敵之一，但已滅絕。其他已滅絕的天敵還有袋獅、古巨蜥和沃那比蛇。然而，至少5萬年前人類來到澳洲，且在5000年前引進澳洲野犬，袋鼠不得不適應漸變的環境。
隨著澳洲野犬，狐狸、野貓和狗等也入侵了澳洲，對袋鼠族群構成了威脅。袋鼠與小袋鼠諳水性，牠們會逃進水裡躲避追擊；若是追捕者追進水中，袋鼠會試圖用前爪將其壓到水下，淹死對方。還有一種防禦策略是用前爪抓住天敵，並用後腿踢擊。

### 環境適應

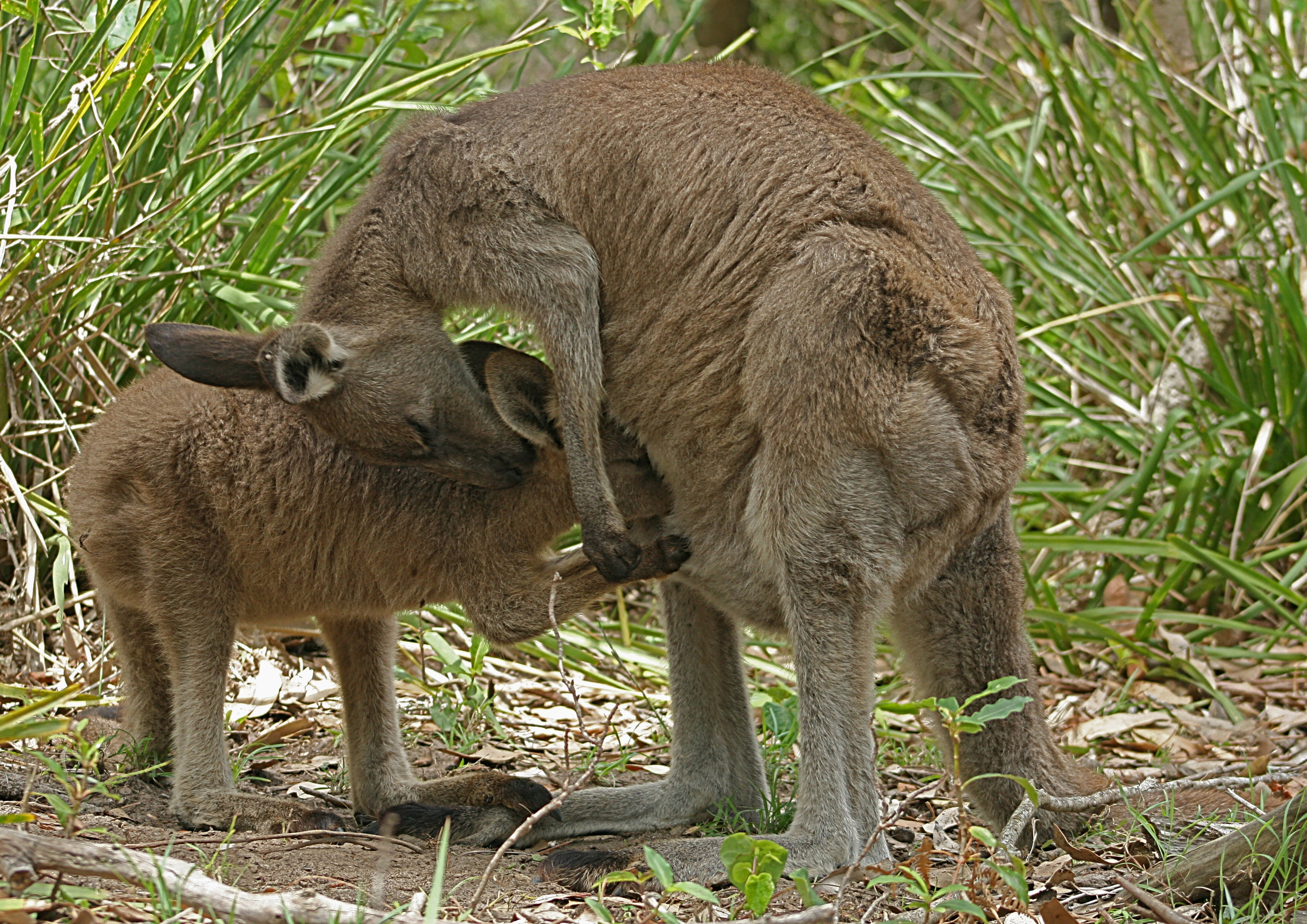
東部灰大袋鼠餵食她的幼崽

袋鼠的生理結構能有效地適應乾燥、貧脊的土地和變化極端的氣候。
一如所有有袋類動物，袋鼠的幼崽在產前發育階段早期就已經出生，孕齡為31-36天。由於出生後的幼崽需爬進母親的育幼袋內繼續發育，牠們的前肢會比身體其他部位的發育更加完全，若對比人類胚胎，則大約是懷孕7周時的階段。幼崽通常會在育幼袋待約9個月（西部灰袋鼠則是180-320天）才能短暫離開育幼袋。母親會繼續哺乳，一直至幼崽18個月大。
雌性袋鼠通常會持續的懷孕，除了分娩當天，換句話說，就是一直重複懷孕周期。黑尾袋鼠通常會在生產前一到兩天受孕，紅大袋鼠等有袋類能在分娩後一天交配並懷胎。此外，她能控制胚胎的發育進度，確保上一胎的幼袋鼠能獨立離開育幼袋。這稱為胚胎滯育（embryonic diapause），通常發生於乾旱時期或糧食匱乏的地區。此外，母親的乳汁成分會隨幼崽的成長而變化。
乾旱時期，雄性不會產生精子，而雌性只在雨量充足，植被大量成長時受孕。
袋鼠和小袋鼠的後足有大而彈性的肌腱。牠們在其中儲存應變能量，並利用彈簧作用，提供跳躍時消耗的大部分能量，肌肉不過度費力。所有透過腱等彈性結構將肌肉與骨頭相連的動物都是如此，但袋鼠更為高效。
跳躍與呼吸關係密切：當後足離開地面時，空氣從肺部排出；而即將著陸前，後足向前移動，肺部重新充氣，提高長距離移動的能量效率。研究顯示，袋鼠和小袋鼠相較於馬、狗或人類等動物，除了跳躍所需的最低能量，加速並不費力。袋鼠的跳躍並不利於逃避天敵，其跳躍速度的上限不高於相似體型的其他四足動物，且澳洲的本土掠食者明顯不如其他地區的強大。相反的，跳躍的優勢在於運動效益，在貧脊且變化極端的環境中，能夠以相對高的速度長距離地覓食，對於牠們相當重要。
2004年，澳大利亞（主要是維多利亞州）與美國國家衛生院合作，展開一項關於尤金袋鼠基因組的定序研究，並在2011年達到目標。在比較基因組學中，袋鼠等有袋類相當特別，演化上牠們與人類處於理想的差異程度，與老鼠太相近，身體功能上也差不多，而與鳥類的基因則相距過遠。這項研究可能有益於酪農業的發展。

### 眼疾
袋鼠罹患眼疾的案例相當罕見，但這種疾病並非近期才出現。1994年，新南威爾士中部首次報告袋鼠失明的狀況。隨後一年，維多利亞和南澳大利亞也相繼發現病例。到了1996年，病毒穿越沙漠，擴散到西澳大利亞。當局擔心病症可能會傳播到其他家畜，甚至可能傳染給人類。在澳大利亞動物健康實驗室，研究人員在兩種蠓蟲中檢測到Wallal病毒，且低於3%的袋鼠感染該病毒後出現失明症狀，因此兩種蠓蟲有可能是病毒的傳播者。

## 與人的關係

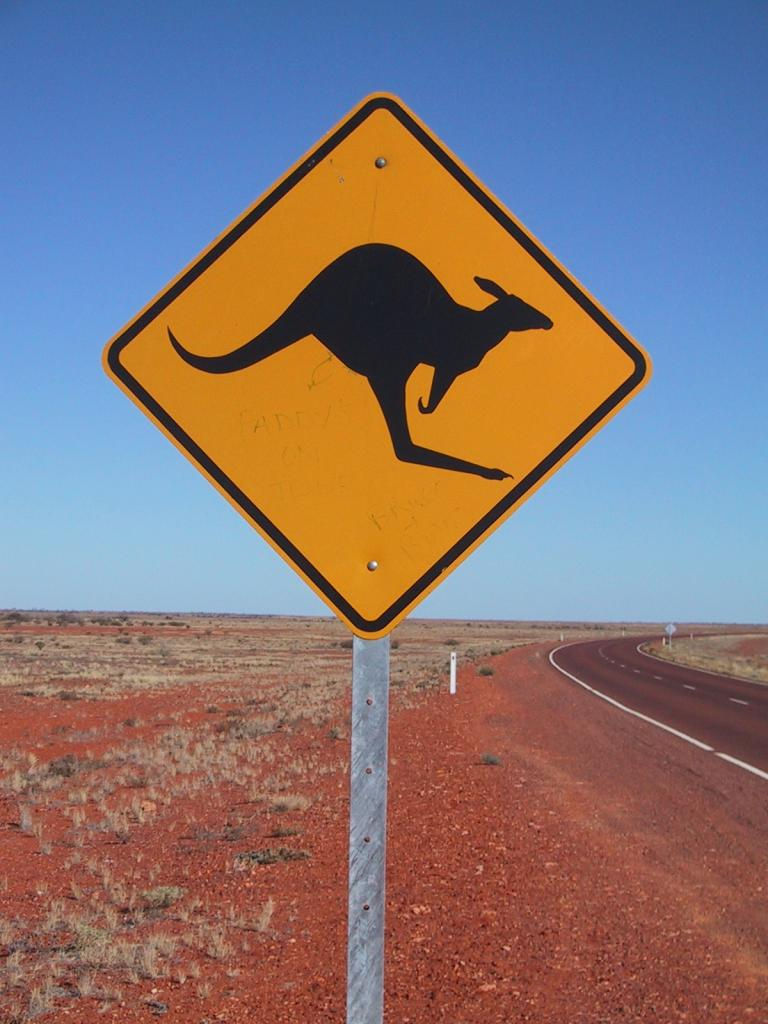
澳洲路旁的"kangaroo crossing"交通標誌

一般而言，大型袋鼠比小型袋鼠更適應歐洲殖民後的畜牧農業開墾，和其對環境的改變；相較之下，牠們的許多小型親戚則面臨更大的生存威脅，數量也較少。殖民者們為放牧砍伐森林，開闊了廣大的草原，且在乾旱地區設置飲水點，並大幅減少野狗數量。人們開始抗議袋鼠增生過多，澳洲政府不定期的獵殺（包含安樂死）或驅逐以控制其數量。動物保護組織指控目前的管控措施對袋鼠的動物權益、地理風景、生物多樣性、韌性農業以及原住民的健康和文化不友善。

### 交通事故
在澳洲，被車輛燈光眩到或因引擎聲受驚嚇的野生動物可能突然衝進馬路，造成車禍，而袋鼠佔其中的九成。牠們速度快，體重重，因此對撞擊和破壞的力道大，而引擎是最容易損壞的部分。若撞到擋風玻璃，駕駛和乘客的危險性會大大增加。郊區的高速公路旁，澳大利亞政府設置了大量「小心袋鼠穿越」的交通標誌。經常在這些路段行駛的駕駛會於車輛前加裝「袋鼠檔板」（Roo Bars）以保護車輛，另外，現在也有技術使用超音波來驅離馬路邊的野生動物。

### 袋鼠肉

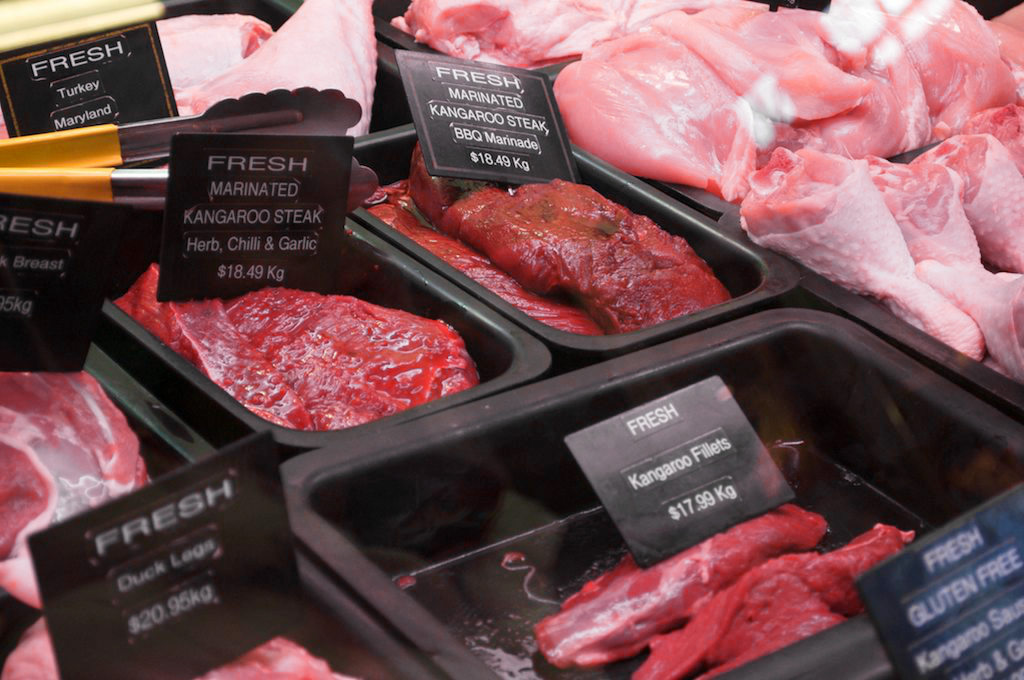
墨爾本販賣的袋鼠肉

澳大利亞國徽

人類因為肉、皮革和保護牧場等理由獵殺野生袋鼠。雖然現在沒有大規模的袋鼠養殖業，但食品加工廠會以野生袋鼠為原料，製造食用肉品，此種產業目前是爭議性的。袋鼠肉是高蛋白質低脂肪（約2%）的肉類，是已知肉类中含共轭亚油酸最多的，具有抗癌和抗糖尿病、預防动脉粥样硬化等特性。

### 象徵
袋鼠和無尾熊同為澳洲的象徵物，並出現在國徽中，以及部分澳洲貨幣圖案上。一些澳洲的組織團體，如澳洲航空，也將袋鼠作為其標誌。澳大利亚军队的车辆、船舰會在海外執行任務时涂上袋鼠標誌，對於澳洲文化和國家形象影響深刻。

### 死亡事故
1936年，澳洲一名38岁男子为了救两只宠物狗，与一只大袋鼠发生肢体冲突後受伤死亡。2022年9月12日，一名77歲澳洲男子被自己饲养的一只宠物袋鼠袭击后死亡。

## 延伸閱讀
- Flannery, Timothy Fridtjof, et al. 1996. Tree Kangaroos: A Curious Natural History. Reed Books, Melbourne. ISBN 978-0-7301-0492-6
- Underhill D. 1993. Australia's Dangerous Creatures, Reader's Digest, Sydney, New South Wales, ISBN 978-0-86438-018-0
- Weldon, Kevin. 1985. The Kangaroo. Weldons Pty. Ltd., Sydney. ISBN 978-0-949708-22-9